# Wyszków
Wyszków é um município da Polônia, na voivodia da Mazóvia e no condado de Wyszków. Estende-se por uma área de 20,78  km², com 27 074 habitantes, segundo os censos de 2016, com uma densidade de 1302,9 hab/km².